# Brad McCrimmon
Byron Brad McCrimmon, född 29 mars 1959 i Plenty, Saskatchewan, död 7 september 2011 utanför Jaroslavl, Ryssland, var en kanadensisk ishockeyspelare och tränare.
Han spelade för Boston Bruins, Philadelphia Flyers, Calgary Flames, Detroit Red Wings, Hartford Whalers och Phoenix Coyotes och gjorde 1222 NHL-matcher mellan åren 1979 och 1997. Under NHL-karriären gjorde han sammanlagt 81 mål och 322 assist. Han vann Stanley Cup med Calgary Flames 1989, för vilka han även var lagkapten.
Efter sin aktiva spelarkarriär blev han tränare. Han var bland annat assisterande tränare för New York Islanders, Calgary Flames, Atlanta Thrashers och Detroit Red Wings.
I maj 2011 skrev McCrimmon på ett kontrakt som ansvarig tränare för KHL-laget Lokomotiv Jaroslavl.

## Död
Brad McCrimmon var den 7 september 2011 ombord på ett passagerarflygplan som kraschade i staden Jaroslavl klockan 16:05 MSK under en flygning mellan Yaroslavl-Tunoshna Airport (IAR) och Minsk-1 International Airport (MHP). Hans lag Lokomotiv Jaroslavl var på väg till en bortamatch i Minsk. Efter att planet lyft från flygplatsen kunde det inte nå tillräckligt hög höjd och kraschade in i en ledning innan det störtade i floden Volga.

## Privat
Brad McCrimmon var äldre bror till Kelly McCrimmon.

## Extern webbplats
- Presentation och statistik för Brad McCrimmon som spelare  på Elite Prospects.